# Kaputt
Kaputt est un roman autobiographique écrit par l'Italien Curzio Malaparte, publié initialement en 1944. Dans ce roman composé de dix-neuf chapitres insérés dans six parties, l'auteur raconte son expérience de correspondant de guerre à l'Est lors de la Seconde Guerre mondiale. Son récit, oscillant entre l'autobiographie et la fiction, teinté d'humour froid et de descriptions criantes de réalisme, constitue un témoignage de guerre cruel et parfois morbide.

## Résumé
Enchaînant les dîners mondains et les discussions avec des aristocrates décalés, Curzio Malaparte en profite pour narrer des anecdotes de ses reportages dans les pays de l'Est, lors de la Seconde Guerre mondiale. Son univers contient des pensées rétroactives mêlant bien souvent la réalité à la fiction et frisant parfois le burlesque notamment lorsqu'il décrit les émotions et les sentiments d'un chien. Toujours avec un regard cynique et un humour noir, il brosse le tableau d'une Europe décadente et embourbée dans une violence qui ne cesse de croître. Le livre parle du pogrom de Iași, du ghetto de Varsovie et d'un kolkhoze ukrainien qui montrent la cruauté de cette guerre. Mais à côté de ces cruelles anecdotes, les mondanités de l'auteur, notamment à Varsovie avec le gouverneur général Frank, présentent une autre Europe, celle d'une aristocratie dirigeante nationaliste, corrompue moralement, et en décalage avec les enjeux réels de la guerre.

## Personnages
- Curzio Malaparte : personnage principal du livre et narrateur.
- Prince Eugène : frère du roi Gustave V de Suède. Ami de Malaparte.
- Axel Munthe : psychiatre suédois et hôte du prince Eugène dans le livre.
- Comte Agustin de Foxà : écrivain, journaliste et diplomate espagnol phalangiste. Il est le représentant diplomatique de l'Espagne en Finlande lors du séjour de Malaparte dans ce pays.
- Hans Frank, Reichminister de Pologne[2], et sa femme Brigitte. Hôtes de Malaparte à Varsovie.
- Emil Gassner (pl) et sa femme.
- Otto Wächter, gouverneur de Cracovie, et sa femme.
- Général Dietl, vainqueur de Narvik.
- Heinrich Himmler, Reichsführer-SS.
- Général von Schobert, commandant la XIème armée.
- Oswald Mosley, britannique chef du parti Union of fascists.
- Gustaf Braun von Stumm (de) et sa femme Giuseppina.
- Ante Pavelić, Poglavnik de Croatie.
- Galeazzo Ciano, gendre de Benito Mussolini.
- Max Schmeling, boxeur.

## Lieux
- Jassy (Iași) : ville du nord-est de la Roumanie dans laquelle Malaparte raconte qu'il a assisté à un pogrom (cf Pogrom de Iași).
- Varsovie : ville de Pologne dans laquelle le Reichminister Frank reçoit Malaparte. Dans cette ville, l'auteur raconte notamment sa visite du célèbre ghetto.
- Helsinki : ville de Finlande dans laquelle Malaparte a vécu deux ans et a achevé l'écriture de son livre.
- Rome: où la bonne société italienne se décompose.
- Naples, décrite dans le dernier chapitre. En 1943, les riches ont déserté la ville bombardée. Seuls sont restés les plus pauvres.

## Contexte de publication de l’œuvre

### Contexte général
Curzio Malaparte commence à écrire Kaputt durant l’été 1941, dans le village de Pestchianka en Ukraine, alors qu’il est correspondant de guerre sur le front de l’Est, auprès de l’armée allemande et de ses alliés roumains et finlandais. L’ouvrage raconte l’expérience vécue par Malaparte de mai 1941 à août 1943, de la Pologne à l’Italie, en passant par la Finlande, la Laponie et l’Allemagne.

### Histoire du manuscrit
L'écriture de Kaputt débute lors de l'été 1941 en Ukraine, dans le jardin de la maison d'un paysan accolée à la Maison des Soviets occupée par des SS. Lorsque Malaparte devait se rendre au front pour ses reportages il confiait son manuscrit au paysan qui le cachait dans le trou d'un mur. À la suite de scandales suscités par ses reportages, Malaparte fut arrêté par la Gestapo et expulsé d'Ukraine pour être envoyé en Pologne. Pendant son voyage il transporta le manuscrit cousu dans la doublure de son uniforme. Il poursuivit alors ses écrits sur le front de Smolensk en Pologne, en janvier et février 1942. Par le même stratagème du manuscrit cousu dans la doublure de son manteau, il parvint à le transporter en Finlande, où il séjourna deux ans et où il continua le livre à l'exception des deux derniers chapitres. Lorsqu'à l'automne 1942 Malaparte retourna en Italie, il fut fouillé méticuleusement par la Gestapo, mais, par bonheur, sans le manuscrit sur lui. En effet, il avait confié au préalable trois parties de son roman au comte Agustín de Foxá, au prince Dinu Cantemir et à Titu Michailesco. Finalement, les trois parties du manuscrit furent rassemblées et cachées dans un trou de rocher au milieu d'un bois par l'auteur. À la chute de Mussolini, en juillet 1943, Malaparte décida d'achever les derniers chapitres de son livre à Capri, en Italie, et de le publier.

### Évènements historiques relatés

#### Pogrom de Iași
Ce pogrom est connu comme l'un des plus importants commis en Europe de l'Est durant la Seconde Guerre mondiale. Le massacre que rapporte Malaparte est très certainement celui des 28 et 29 juin 1941, qui fit 13 600 morts mais qui fut pourtant longtemps oublié. Ce massacre est emblématique de la shoah en Roumanie, qui fit plus de 250 000 morts et qui pourtant fut grandement oublié et même tu par le régime communiste après la guerre.

#### Ghetto de Varsovie
Le ghetto de Varsovie est dépeint tel que l'a organisé le gouverneur général Frank. Ce dernier a été condamné, lors des procès de Nuremberg en 1946, pour crimes de guerre et crimes contre l'humanité. Il est considéré comme l'un des responsables de l'exécution massive des juifs polonais. Ce ghetto est considéré comme le plus important de la Seconde Guerre mondiale, créé en 1940 et détruit en 1943. C'était une ville dans la ville gigantesque, en plein centre de Varsovie, entourée sur 18 kilomètres de murs de plusieurs mètres de haut et de fil de barbelé dont Malaparte fait une bonne description dans son livre.

#### Autres massacres
Malaparte décrit également, dans son chapitre « Les Chiens rouges », avec une extrême cruauté, comment les ouvriers les plus cultivés d'un kolkhoze ukrainien étaient exécutés. En effet, cette pratique a été monnaie courante durant l'invasion allemande de l'Union soviétique, dans la mesure où les nazis voyaient chez les ouvriers cultivés la plus grande menace de rébellion communiste. Aussi les exécutions telles que celles décrites dans le livre ont-elles été nombreuses.
L'opération « Châtiment » : dans son chapitre le « Fusil fou  » dans lequel il décrit la peur maladive d'un chien de chasse affolé par le bruit du bombardement de Belgrade, Malaparte décrit cette « opération châtiment » qui désigne le bombardement de Belgrade, par surprise et sans déclaration de guerre, de la Luftwaffe le dimanche 6 avril 1941. C'est le bombardement considéré comme l'élément déclencheur de l'invasion de la Yougoslavie. Cette opération est marquée par un véritable vent de panique des Belgradois. On estime à 17 000 morts le bilan de ces bombardements.

## Analyse de l’œuvre
- Si vous ne connaissez pas le sujet, laissez ce bandeau (vous pouvez alors contacter les auteurs).
- Si vous supprimez le contenu mis en cause (vous pouvez préalablement contacter les auteurs),

argumentez précisément cette suppression dans la page de discussion
(un manque de référence n'est pas un argument ; une recherche réelle de référence doit avoir été effectuée, être formellement documentée).

### Un roman autobiographique
De 1941 à 1943 Curzio Malaparte a été correspondant de guerre pour le journal italien Corriere della Sera sur les fronts Est. Aussi son roman décrit-il les diverses expériences de l'auteur dans les pays qu'il a traversés à cette période, l'Ukraine, la Pologne, la Roumanie et la Finlande. Son roman oscille entre des banquets mondains et des discussions avec des personnalités aristocratiques et des récits de guerre sous forme d'anecdotes. C'est dans le cadre de ces récits rétrospectifs que se manifeste le caractère autobiographique de ce roman, l'auteur semblant rapporter fidèlement le réalisme, la cruauté et le détachement des interlocuteurs qu'il a rencontrés. Face à la cruauté nue des récits de Malaparte, on se demande souvent où se situe la frontière entre la réalité et la fiction.

### Style littéraire
L’œuvre de Curzio Malaparte est issue de plusieurs influences littéraires, depuis Chateaubriand et ses Mémoires d’outre-tombe, dont il se réclamait de l’héritage intellectuel, à Marcel Proust qui ouvre l’œuvre grâce au titre du premier chapitre, « Du côté de Guermantes ». Malaparte affirmait notamment être très proche de Chateaubriand. Le style de Kaputt renferme l’empreinte du romantique français par l’importance accordée à la Nature. Les descriptions de paysages, tantôt splendides, tantôt cauchemardesques, abondent, notamment dans la première partie qui offre la peinture du paysage suédois grâce à une importante palette chromatique et un grand intérêt pour les changements de lumière. L’accent n’est pas porté sur le réalisme des scènes, qui doivent être spectaculaires, cauchemardesques, décrites dans un style poétique, parfois incantatoire. On a ainsi une mystification de la guerre et de ses atrocités, qui passe également par la fascination de l’auteur pour la dislocation des corps. L’ironie et le sarcasme teintent également l’ouvrage de Malaparte, qui décrit des tableaux cauchemardesques avec un style détaché ou répond de façon mordante à ses interlocuteurs.
En outre, Kaputt se réclame de l’héritage proustien par son style narratif, qui prend la forme d’une reconstitution, parfois hasardeuse, de scènes vécues grâce à la mémoire. Les souvenirs sont recousus par petites touches chromatiques et sensorielles, en insistant sur la puanteur des corps en décomposition et sur la noirceur des scènes de guerre. Le récit alterne cependant avec des scènes plus heureuses, comme les banquets ou des moments de répit. C’est en cela que Malaparte décrivait son œuvre comme un récit « cruel et gai », déclarant notamment avoir traversé la guerre comme un spectre.

### Visions du monde et de la guerre
Malaparte déclarait dans sa préface que le titre Kaputt avait été choisi en référence à la signification du mot, en allemand, qui renvoie à ce qui est brisé, fini, réduit en miettes, perdu. Selon les propres termes de l’auteur, ce terme « ne saurait mieux indiquer ce que nous sommes, ce qu’est l’Europe, dorénavant : un amoncellement de débris ». Ce que met en scène l’ouvrage est en effet le spectacle de la décomposition d’une société et d’une civilisation agonisante. Malaparte déclare au prince Eugène, à la fin de la première partie, « Tout ce que l’Europe a de noble, de fin, de pur, meurt. Le cheval c’est notre patrie. Vous comprenez ce que je veux dire par cela. Notre patrie meurt, notre ancienne patrie. Et toutes les images obsédantes, cette continuelle idée fixe des hennissements, de l’odeur affreuse et triste des chevaux morts, renversés sur les routes de la guerre, ne vous semble-t-il pas qu’elles répondent aux images de la guerre : à notre voix, à votre odeur, à l’odeur de l’Europe morte ? ». Outre la décomposition de la société, c’est également l’homme qui est en jeu. La guerre n’apparaît, selon l’auteur, qu’en tant que personnage secondaire, le « paysage objectif de ce livre ».
Malaparte élabore également une typologie des différentes nationalités en jeu durant la guerre en leur attribuant des caractéristiques propres. Les Italiens auraient selon lui une mentalité servile, ce qui expliquerait leur résignation durant la guerre, alors que les Russes disposeraient d’un grand courage, d’un esprit de résistance et d’un sens du sacrifice. L’idéologie et la cruauté nazies, et tout spécialement vis-à-vis des juifs, sont quant à eux expliqués à partir de la peur du faible, de l’inférieur et du vulnérable, inhérente à cette civilisation selon Malaparte.

## Réception de l’œuvre et sa postérité
Le livre, qui apparaît durant la guerre, en 1944, provoqua autant le scandale (dû notamment au fait que Malaparte ne se soucie pas dans son roman de l’authenticité historique) qu’un vaste mouvement d’éloge. La Peau, qui fait suite à Kaputt, parut en 1949.

## Éditions
- (it) Kaputt, Naples, Casella, 1944
- Kaputt  (trad. Juliette Bertrand), Paris, Denöel, 1946, première édition française
- (en) Kaputt  (trad. Cesare Foligno), New York, E. P. Dutton, 1946
- Kaputt  (trad. Juliette Bertrand), Paris, Denöel, 1947, révisions mineures de la traductrice à la suite des sollicitations de Malaparte[12]
- (es) Kaputt  (trad. R. Coll Robert), Barcelone, José Janés, 1947
- Kaputt  (trad. Juliette Bertrand), Paris, Denöel, 1948, édition définitive, traduction révisée par René Novella
- (it) Kaputt, Milan, Daria Guarnati, 1948
- (es) Kaputt  (trad. Juan Carlos Robledo), Buenos Aires, Editorial Americana, 1955
- (de) Kaputt  (trad. Hellmut Ludwig), Karlsruhe, Stahlberg, 1958